# Isaiah Brown
Isaiah Jay Brown (Peterborough, Inglaterra, Reino Unido, 7 de enero de 1997) es un exfutbolista inglés que jugaba como delantero.

## Trayectoria
Debutó como profesional el 4 de mayo de 2013 con West Bromwich, jugó contra el Wigan al ingresar en el minuto 86, con sus 16 años y 117 días se convirtió en el segundo jugador más joven en debutar en la Premier League.
En 2013 pasó al Chelsea. Debutó en el primer equipo en un amistoso de pretemporada, el 16 de julio de 2014, ante el Wycombe Wanderers, ganaron 5 a 0 y convirtió 2 goles.
El 6 de abril de 2023 anunció su retirada con 26 años como consecuencia de las lesiones y tras llevar sin equipo desde su salida del Preston North End F. C. al final de la temporada anterior.

## Clubes
Actualizado al final de su carrera.
| Club                                    | Div.          | Temporada     | Liga  | Liga  | Copas nacionales | Copas nacionales | Torneos internacionales | Torneos internacionales | Total | Total |
| Club                                    | Div.          | Temporada     | Part. | Goles | Part.            | Goles            | Part.                   | Goles                   | Part. | Goles |
| --------------------------------------- | ------------- | ------------- | ----- | ----- | ---------------- | ---------------- | ----------------------- | ----------------------- | ----- | ----- |
| West Bromwich F. C. Inglaterra          | 1.ª           | 2012-13       | 1     | 0     | 0                | 0                | —                       | —                       | 1     | 0     |
| West Bromwich F. C. Inglaterra          | Total club    | Total club    | 1     | 0     | 0                | 0                | 0                       | 0                       | 1     | 0     |
| Chelsea F. C. Inglaterra                | 1.ª           | 2014-15       | 1     | 0     | 0                | 0                | 0                       | 0                       | 1     | 0     |
| Chelsea F. C. Inglaterra                | Total club    | Total club    | 1     | 0     | 0                | 0                | 0                       | 0                       | 1     | 0     |
| S. B. V. Vitesse · Países Bajos         | 1.ª           | 2015-16       | 22    | 1     | 0                | 0                | 2                       | 0                       | 24    | 1     |
| S. B. V. Vitesse · Países Bajos         | Total club    | Total club    | 22    | 1     | 0                | 0                | 2                       | 0                       | 24    | 1     |
| Rotherham United F. C. Inglaterra       | 2.ª           | 2016-17       | 20    | 3     | 0                | 0                | —                       | —                       | 20    | 3     |
| Rotherham United F. C. Inglaterra       | Total club    | Total club    | 20    | 3     | 0                | 0                | 0                       | 0                       | 20    | 3     |
| Huddersfield Town A. F. C. Inglaterra   | 2.ª           | 2016-17       | 18    | 4     | 3                | 1                | —                       | —                       | 21    | 5     |
| Huddersfield Town A. F. C. Inglaterra   | Total club    | Total club    | 18    | 4     | 3                | 1                | 0                       | 0                       | 21    | 5     |
| Brighton & Hove Albion F. C. Inglaterra | 1.ª           | 2017-18       | 13    | 0     | 1                | 0                | —                       | —                       | 14    | 0     |
| Brighton & Hove Albion F. C. Inglaterra | Total club    | Total club    | 13    | 0     | 1                | 0                | 0                       | 0                       | 14    | 0     |
| Leeds United F. C. Inglaterra           | 2.ª           | 2018-19       | 2     | 0     | 0                | 0                | —                       | —                       | 2     | 0     |
| Leeds United F. C. Inglaterra           | Total club    | Total club    | 2     | 0     | 0                | 0                | 0                       | 0                       | 2     | 0     |
| Luton Town F. C. Inglaterra             | 2.ª           | 2019-20       | 25    | 1     | 3                | 0                | —                       | —                       | 28    | 1     |
| Luton Town F. C. Inglaterra             | Total club    | Total club    | 25    | 1     | 3                | 0                | 0                       | 0                       | 28    | 1     |
| Sheffield Wednesday F. C. Inglaterra    | 2.ª           | 2020-21       | 19    | 0     | 2                | 0                | —                       | —                       | 21    | 0     |
| Sheffield Wednesday F. C. Inglaterra    | Total club    | Total club    | 19    | 0     | 2                | 0                | 0                       | 0                       | 21    | 0     |
| Preston North End F. C. Inglaterra      | 2.ª           | 2021-22       | 0     | 0     | 0                | 0                | —                       | —                       | 0     | 0     |
| Preston North End F. C. Inglaterra      | Total club    | Total club    | 0     | 0     | 0                | 0                | 0                       | 0                       | 0     | 0     |
| Total carrera                           | Total carrera | Total carrera | 121   | 9     | 9                | 1                | 2                       | 0                       | 132   | 10    |

## Palmarés

### Títulos nacionales
| Título           | Club                 | País       | Año  |
| ---------------- | -------------------- | ---------- | ---- |
| 2 Premier League | Chelsea F. C. sub-23 | Inglaterra | 2014 |
| Copa de Liga     | Chelsea F. C.        | Inglaterra | 2015 |
| Premier League   | Chelsea F. C.        | Inglaterra | 2015 |

### Títulos internacionales
| Título                  | Club                 | País  | Año  |
| ----------------------- | -------------------- | ----- | ---- |
| Eurocopa sub-17         | Inglaterra sub-17    | Malta | 2014 |
| Liga Juvenil de la UEFA | Chelsea F. C. sub-19 | Suiza | 2015 |

### Distinciones individuales
| Distinción                                                                | Año  |
| ------------------------------------------------------------------------- | ---- |
| Parte de los 50 mejores futbolistas sub-18 del mundo según medio Goal.com | 2014 |